# Гасанханов, Зайнулав Магомедтагирович
Зайнулав Магомедтагирович Гасанханов (1 октября 1957, с. Чанко, Ботлихский район, Дагестанская АССР, РСФСР, СССР) — советский и российский самбист, мастер спорта СССР, заслуженный тренер России. Старший тренер сборной Дагестана.

## Спортивная карьера
Мастер спорта СССР по самбо, тренировался у Анатолия Шейко, с которым в 1999 году противостоял вторжению боевиков в Дагестан. В 2001 году начал тренерскую деятельность, до этого работал руководителем судейской коллегией федерации самбо Дагестана. В 2012 году в Марокко победил на чемпионате мира среди ветеранов. 7 октября 2014 года ему было присвоено звание заслуженный тренер России. 

## Известные воспитанники
- Хабибулаев, Шейх-Мансур Ибрагимович — чемпион мира и Европы;
- Гамзаев, Мухтар Сахратулаевич — чемпион мира и Европы;
- Гасанханов, Руслан Зайнулавович — чемпион мира и Европы ;
- Алибатыров, Шамиль Курбанович — призер чемпионатов мира и Европы;

## Личная жизнь
Сын: Руслан — также самбист, его воспитанник. 

## Награды
- Благодарность Президента Российской Федерации (26 октября 2023 года) — за вклад в развитие и популяризацию самбо[7]